# جون بيرد (لاعب كرة قدم بريطاني)
جون بيرد (بالإنجليزية: John Bird)‏ (9 يونيو 1948 بدونكاستر في المملكة المتحدة - ) هو مدرب كرة قدم ورسام ولاعب كرة قدم بريطاني في مركز الدفاع. لعب مع بريستون نورث إيند ونادي دونكاستر روفرز ونادي هارتلبول يونايتد ونيوكاسل يونايتد.

## وصلات خارجية
- جون بيرد على موقع قاعدة بيانات كرة القدم.إي يو (الإنجليزية)
- جون بيرد على موقع Soccerbase.com (مدرب) (الإنجليزية)